# 바하마의 국기

바하마의 국기 비율 1:2

바하마의 국기는 1973년 7월 10일에 제정되었다. 깃대 쪽으로 검은색 삼각형과 파란색, 노란색, 파란색으로 구성되어 있는 가로 줄무늬가 그려져 있다. 검은색 삼각형은 국민의 단결과 결의를, 파란색은 바다를, 노란색은 육지를 상징한다.

## 색상
| 색상 | 검정            | 파랑                | 노랑                 |
| ---- | --------------- | ------------------- | -------------------- |
| RGB  | 0–0–0 (#000000) | 0–119–139 (#00778B) | 255–199–44 (#FFC72C) |

## 그 외의 기

상선기
국적기
해군기
정부 선적기
총리기

## 과거의 기

1869년 ~ 1904년까지의 기
1904년 ~ 1923년까지의 기
1923년 ~ 1953년까지의 기
1953년 ~ 1964년까지의 기
1953년 ~ 1964년까지의 상선기
1964년 ~ 1973년까지의 기
1964년 ~ 1973년까지의 상선기